# Charles James Napier
Sir Charles James Napier, membro dell'Ordine del Bagno (Londra, 10 agosto 1782 – Portsmouth, 29 agosto 1853), fu un generale dell'Impero britannico e Comandante in Capo dell'Esercito britannico in India, famoso per aver conquistato la Provincia del Sindh nell'attuale Pakistan.

## La sua famiglia
Era il primogenito del Colonnello (dell'Onorevole) George Napier e di Lady Sarah Lennox, entrambi al secondo matrimonio. Lady Sarah era la pronipote di Re Carlo II. Napier nacque nel Palazzo di Whitehall a Londra, primogenito di quattro figli. Aveva tre fratelli: Sir George Thomas Napier, comandante in Capo dell'Esercito nella Colonia del Capo, Sir William Francis Patrick Napier, soldato e storico militare e Henry Edward Napier, ufficiale di marina e storico. Ricevette parte della sua educazione nel convitto di Celbridge (Irlanda). Si arruolò nel 33º Reggimento di Fanteria dell'Esercito britannico nel 1794 e decise di diventare un militare di carriera.

## La Guerra d'indipendenza spagnola
Napier comandò il 50º Reggimento di Fanteria durante la Guerra d'indipendenza spagnola in Iberia contro Napoleone Bonaparte. Le attività di Napier in questi posti finirono durante la battaglia di La Coruña, in cui fu ferito e abbandonato per morto sul campo di battaglia. Fu poi salvato, a stento ancora vivo, da un tamburino dell'Esercito francese di nome Guibert, e preso come prigioniero di guerra. Nondimeno, Napier ricevette una medaglia d'oro dell'Esercito dopo essere tornato nelle mani dei Britannici.
Napier guarì dalle ferite mentre era ancora prigioniero dei Francesi presso il quartier generale del Maresciallo Soult, e fu poi in qualche modo restituito all'Esercito britannico.
Si offrì volontario per tornare nella Penisola Iberica nel 1810 a combattere di nuovo contro Napoleone in Portogallo, distinguendosi in particolare nella battaglia del Côa, dove ebbe due cavalli abbattuti sotto di lui, nella battaglia del Buçaco, nella battaglia di Fuentes de Oñoro e nella battaglia di Badajoz (1812) (il secondo assedio di Badajoz) in Castiglia (Spagna), in cui era un tenente colonnello del 102º reggimento. Per le sue imprese a Buçaco e a Fuentes de Oñoro, Napier ottenne la medaglia d'argento con due barrette.
Nel 1838, Napier ritornò in Inghilterra per diventare il General Officer Commanding (Ufficiale Generale Comandante) del Distretto britannico settentrionale.

## Servizio in India
Nel 1842, all'età di 60 anni, Napier fu nominato Maggiore Generale al comando dell'esercito indiano dentro la Presidenza di Bombay. Qui la politica di Lord Ellenborough, Governatore generale dell'India, portò Napier nella Provincia di Sindh (Scinde), allo scopo di domare l'insurrezione dei dominatori musulmani di questa regione. Essi erano rimasti ostili all'Impero britannico anche dopo la fine della Prima guerra anglo-afghana. La campagna di Napier contro questi capi ebbe come risultato le vittorie nella battaglia di Miani (Meanee) contro il Generale Hoshu Sheedi e nella battaglia di Hyderabad, e poi la sottomissione della Provincia di Sindh e la sua annessione da parte dei suoi vicini orientali.
I suoi ordini erano stati soltanto di domare i ribelli, e conquistando l'intera Provincia di Sindh egli superò di molto il suo mandato. Si presume che Napier abbia spedito ai suoi superiori questo breve, importante messaggio: "Peccavi", la parola latina per "ho peccato", che è in realtà un gioco di parole sulla traduzione inglese, "I have sinned", che suona infatti come "I have Sindh" ("ho Sindh"). Questo gioco di parole apparve in una vignetta sulla rivista Punch nel 1844 sotto una caricatura di Charles Napier. Successivamente, i fautori del dominio britannico sull'India orientale giustificarono la conquista in questo modo: "Se questa fu una mascalzonata, fu una nobile mascalzonata!".
Il 4 luglio 1843, Napier fu nominato Cavaliere di Gran Croce (Knight Grand Cross) nella divisione militare dell'Ordine del Bagno, in riconoscimento della sua guida nelle vittorie a Miani e a Hyderabad.
Napier fu nominato Governatore della Presidenza di Bombay da Lord Ellenborough. Tuttavia, sotto la sua direzione l'amministrazione si scontrò con le politiche dei direttori della Compagnia britannica delle Indie Orientali, e Napier fu di conseguenza rimosso dalla carica e ritornò in patria disgustato. Fu di nuovo spedito in India durante la primavera del 1849, per ottenere la sottomissione dei Sikh. Tuttavia, al suo arrivo in India, Napier scoprì che questa era già stata compiuta da Lord Gough, Comandante in Capo delle forze britanniche in India, e dal suo esercito.
Una storia per la quale Napier si mise in evidenza coinvolse una delegazione di locali indù che lo avvicinarono e si lamentarono della proibizione della pratica della sati, spesso chiamata all'epoca suttee, da parte delle autorità britanniche. Questa era l'usanza di bruciare viva una vedova sulla pira funeraria del marito. Le esatte parole della sua risposta variano un po' nei diversi resoconti, ma la versione seguente ne coglie l'essenza:
"Voi dite che è vostra usanza bruciare le vedove. Benissimo. Anche noi abbiamo un'usanza: quando degli uomini bruciano viva una donna, noi leghiamo loro una corda intorno al collo e li impicchiamo. Costruite la vostra pira funeraria; [poi] accanto ad essa, i mie carpentieri costruiranno una forca. Voi potete seguire la vostra usanza. E noi seguiremo la nostra."
Napier rimase per un periodo come Comandante in Capo dell'India. Litigò anche ripetutamente con Lord Dalhousie, il Governatore generale dell'India. Finalmente, Napier si dimise dalla sua carica in India e ritornò in patria in Inghilterra per l'ultima volta. Purtroppo, era ancora sofferente di infermità fisiche che erano la conseguenza delle ferite riportate durante la Guerra d'indipendenza spagnola, e morì circa due anni più tardi a Oaklands, vicino a Portsmouth, il 29 agosto 1853, all'età di 71 anni. L'antica casa di Napier fa ora parte della Oaklands Catholic School di Waterlooville. I suoi resti furono sepolti nella Royal Garrison Church a Portsmouth.

## Opinioni sulla repressione delle rivolte
Il Generale Napier domò parecchie rivolte in India durante la sua permanenza là come Comandante in Capo, e una volta espose la sua filosofia su come farlo in maniera efficace:
Il modo migliore per pacificare un paese è una buona bastonata, seguita poi da grande gentilezza. Così anche i tipi più selvaggi sono domati.
il che può spiegare perché riteneva che le ribellioni dovessero essere represse con tale brutalità.
Una volta disse anche che:
"la mente umana non è mai disposta meglio alla gratitudine e all'affetto come quando è ammorbidita dalla paura".
Un'applicazione di questa teoria si sarebbe avuto dopo la battaglia di Miani, dove la maggior parte dei capi locali (mir) si erano arresi. Un capo si rifiutò e allora gli fu detto da Napier:
"Vieni qui all'istante. Vieni qui subito e fai la tua sottomissione, o tra una settimana ti strapperò dal centro del tuo villaggio e ti impiccherò."
Disse anche tra sé e sé che:
"così perversa è l'umanità che ogni nazionalità preferisce essere mal governata dal proprio popolo che essere ben amministrata da un altro".

## Monumenti commemorativi
Nel 1903, il 25º Fucilieri di Bombay (che come 25º Reggimento di Fanteria Nativa di Bombay aveva formato parte della forza di Napier nella conquista del Sindh) fu rinominato 125º Fucilieri di Napier. Da quando si è fuso, è ora il 5º Battaglione (di Napier) dei Fucilieri di Rajputana.
Una statua in onore di Sir Charles Napier di George Gamon Adams (1821–1898) è sul piedistallo sudoccidentale dei quattro piedistalli a Trafalgar Square (Londra).
La città di Napier nella regione di Hawke's Bay in Nuova Zelanda prende il nome da Sir Charles Napier. Il sobborgo di Meannee commemora la sua vittoria nella battaglia di Miani.
La città di Karachi nel Sindh (Pakistan) in precedenza aveva le vie Napier Road (ora Shahrah-e-Altaf Hussain) e Napier Street (ora Mir Karamali Talpur Road) nonché l'edificio Napier Barracks (ora Liaquat Barracks) su Shara-e-Faisal (uno dei principali viali di Karachi). Nell'area del porto, c'è anche un Molo Napier. A Manora, la Chiesa di S. Paolo, eretta nel 1864, è un monumento a Napier. Inoltre Napier è una delle quattro case (la più antica) nella Karachi Grammar School.
I Giardini Napier Gardens ad Argostoli sull'isola greca di Cefalonia prendono nome da lui.
Circa dieci pub in Inghilterra portano il suo nome, o come Sir Charles Napier, o come Generale Napier.

## Ascendenza
|                                     |                                    |                                                     | Genitori                                   |  |  | Nonni |  |  | Bisnonni                    |  |  | Trisnonni                  |  |
|                                     |                                    |                                                     |                                            |  |  |       |  |  | William Scott, II baronetto |  |  | Francis Scott, I baronetto |  |
|                                     |                                    |                                                     |                                            |  |  |       |  |  | William Scott, II baronetto |  |  | Francis Scott, I baronetto |  |
|                                     |                                    | Henrietta Kerr                                      |                                            |  |  |       |  |  | William Scott, II baronetto |  |  |                            |  |
| Francis Napier, VI lord Napier      |                                    |                                                     |                                            |  |  |       |  |  | William Scott, II baronetto |  |  |                            |  |
|                                     |                                    | Elizabeth Brisbane                                  | John Brisbane                              |  |  |       |  |  |                             |  |  |                            |  |
|                                     |                                    | Elizabeth Brisbane                                  | John Brisbane                              |  |  |       |  |  |                             |  |  |                            |  |
|                                     |                                    | Elizabeth Brisbane                                  | Margaret Brisbane, V lady Napier           |  |  |       |  |  |                             |  |  |                            |  |
| George Napier                       |                                    | Elizabeth Brisbane                                  |                                            |  |  |       |  |  |                             |  |  |                            |  |
|                                     |                                    | Charles Hope, I conte di Hopetoun                   | John Hope                                  |  |  |       |  |  |                             |  |  |                            |  |
|                                     |                                    | Charles Hope, I conte di Hopetoun                   | John Hope                                  |  |  |       |  |  |                             |  |  |                            |  |
|                                     |                                    | Charles Hope, I conte di Hopetoun                   | Margaret Hamilton                          |  |  |       |  |  |                             |  |  |                            |  |
| Henrietta Mary Hope                 |                                    | Charles Hope, I conte di Hopetoun                   |                                            |  |  |       |  |  |                             |  |  |                            |  |
|                                     |                                    | Henrietta Johnstone                                 | William Johnstone, I marchese di Annandale |  |  |       |  |  |                             |  |  |                            |  |
|                                     |                                    | Henrietta Johnstone                                 | William Johnstone, I marchese di Annandale |  |  |       |  |  |                             |  |  |                            |  |
|                                     |                                    | Henrietta Johnstone                                 | Sophia Fairholm                            |  |  |       |  |  |                             |  |  |                            |  |
| Charles James Napier                |                                    | Henrietta Johnstone                                 |                                            |  |  |       |  |  |                             |  |  |                            |  |
|                                     | Charles Lennox, I duca di Richmond | Charles II, re d'Inghilterra, di Scozia e d'Irlanda |                                            |  |  |       |  |  |                             |  |  |                            |  |
|                                     | Charles Lennox, I duca di Richmond | Charles II, re d'Inghilterra, di Scozia e d'Irlanda |                                            |  |  |       |  |  |                             |  |  |                            |  |
|                                     | Charles Lennox, I duca di Richmond | Louise Renée de Penancoët de Kérouaille             |                                            |  |  |       |  |  |                             |  |  |                            |  |
| Charles Lennox, II duca di Richmond | Charles Lennox, I duca di Richmond |                                                     |                                            |  |  |       |  |  |                             |  |  |                            |  |
|                                     |                                    | Anne Brudenell                                      | Francis Brudenell, barone Brudenell        |  |  |       |  |  |                             |  |  |                            |  |
|                                     |                                    | Anne Brudenell                                      | Francis Brudenell, barone Brudenell        |  |  |       |  |  |                             |  |  |                            |  |
|                                     |                                    | Anne Brudenell                                      | Frances Savile                             |  |  |       |  |  |                             |  |  |                            |  |
| Sarah Lennox                        |                                    | Anne Brudenell                                      |                                            |  |  |       |  |  |                             |  |  |                            |  |
|                                     |                                    | William Cadogan, I conte Cadogan                    | Henry Cadogan                              |  |  |       |  |  |                             |  |  |                            |  |
|                                     |                                    | William Cadogan, I conte Cadogan                    | Henry Cadogan                              |  |  |       |  |  |                             |  |  |                            |  |
|                                     |                                    | William Cadogan, I conte Cadogan                    | Bridget Waller                             |  |  |       |  |  |                             |  |  |                            |  |
| Sarah Cadogan                       |                                    | William Cadogan, I conte Cadogan                    |                                            |  |  |       |  |  |                             |  |  |                            |  |
|                                     |                                    | Margaretta Cecilia Munter                           | Jan Munter                                 |  |  |       |  |  |                             |  |  |                            |  |
|                                     |                                    | Margaretta Cecilia Munter                           | Jan Munter                                 |  |  |       |  |  |                             |  |  |                            |  |
|                                     |                                    | Margaretta Cecilia Munter                           | Margaretha Trip                            |  |  |       |  |  |                             |  |  |                            |  |
|                                     |                                    | Margaretta Cecilia Munter                           |                                            |  |  |       |  |  |                             |  |  |                            |  |